# Hoàng Dũng
Hoàng Tiến Dũng (31 tháng 12 năm 1956 – 14 tháng 2 năm 2021) là một diễn viên, đạo diễn điện ảnh và đạo diễn kịch nói người Việt Nam, từng giữ chức Giám đốc Nhà hát kịch Hà Nội (2007–2017). Ông đã được trao tặng danh hiệu Nghệ sĩ Nhân dân vào năm 2007.

## Tiểu sử
Hoàng Dũng ban đầu tốt nghiệp trường Cao đẳng Nghệ thuật Hà Nội năm 1978 rồi về công tác tại Đoàn kịch Hà Nội, trụ sở ở số 8B Tạ Hiện. Năm 1993, Đoàn kịch Hà Nội được nâng cấp thành Nhà hát kịch Hà Nội và được cấp rạp Công Nhân trên phố Tràng Tiền.
Sau đó ông được bổ nhiệm làm phó giám đốc Nhà hát kịch Hà Nội từ năm 2002 và làm giám đốc nhà hát từ tháng 12/2007 đến tháng 1/2017 thì ông chính thức nghỉ hưu theo chế độ.
Ngoài cương vị giám đốc Nhà hát kịch Hà Nội, Hoàng Dũng còn là ủy viên ban chấp hành, ủy viên Hội đồng nghệ thuật của Hội Nghệ sĩ sân khấu Việt Nam, Phó chủ tịch Hội Sân khấu Hà Nội, ủy viên Hội đồng nghệ thuật của thành phố Hà Nội.

## Sự nghiệp
Trên sân khấu kịch, Hoàng Dũng được ví như một "con dao pha", nghĩa là ông có thể đảm đương nhiều vai diễn thuộc các thể loại khác nhau, vai hài, vai bi, vai chính, vai phụ ... Hoàng Dũng dần chinh phục được khán giả bằng tài năng qua những vai diễn “nặng ký”: phó giám đốc Chính trong vở kịch nổi tiếng của Lưu Quang Vũ Tôi và chúng ta, Lãm trong Hà Nội đêm trở gió, Hai Hùng trong Ăn mày dĩ vãng, Cả Khoa trong Cát bụi...
Sau hàng loạt những huy chương vàng tại các kỳ Hội diễn sân khấu chuyên nghiệp Toàn quốc, những vai diễn để đời, Hoàng Dũng được phong tặng danh hiệu Nghệ sĩ Nhân dân năm 2007.
Cũng với vai diễn Tướng Tuấn trong tác phẩm điện ảnh "Tiếng cồng định mệnh" (đạo diễn Khắc Lợi), NSND Hoàng Dũng đã vinh dự giành giải thưởng Cánh diều vàng cho Nam diễn viên chính xuất sắc nhất năm 2004.
Nhận xét về Hoàng Dũng, nghệ sĩ nhân dân Khắc Lợi nói: "Hoàng Dũng là một người biết trân trọng nghề nghiệp, làm việc rất nghiêm túc và sáng tạo".
Ngoài ra, với vai diễn Phan Quân trong Người phán xử, ông cũng được trao giải Nam diễn viên ấn tượng tại lễ trao giải VTV Award 2017.

## Tình trạng sức khoẻ
Từ tháng 12 năm 2020, nghệ sĩ Hoàng Dũng bị đau từ vai xuống thắt lưng, không thể cử động được hai chân. Ban đầu, ông nghĩ là bệnh cột sống nên chủ quan, đến khi mổ thì phát hiện khối u.
Cuối tháng 12, ông phẫu thuật tại bệnh viện Việt Đức (Hà Nội). Sau thời gian điều trị, ông gầy và yếu hơn, thường xuyên hôn mê, phải nằm viện từ đó. Vào buổi họp báo ra mắt phim Trở về giữa yêu thương, Hoàng Dũng cho biết hiện ông đang bị viêm cơ, nếu ho chút cũng đau, lắm hôm ông chỉ ngủ được 2 tiếng. Có lúc không đứng dậy được nhưng có lúc lại bình thường. Tình trạng này cũng gây ảnh hưởng ít nhiều tới tiến độ của đoàn phim nhưng ông chia sẻ vẫn muốn cống hiến cho công việc. NSND Tự Long cho biết, NSND Hoàng Dũng lâu nay phải chống chọi với căn bệnh ung thư nhưng ông vẫn cố gắng tham gia các dự án phim truyền hình, vẫn thường xuyên xuất hiện trên các phương tiện thông tin đại chúng.

## Qua đời
Ông qua đời vào hồi 14:15, ngày 14 tháng 2 năm 2021 (tức Mùng 3 Tết Nguyên Đán Tân Sửu) khi đang điều trị tại Viện Huyết học - Truyền máu Trung ương, không lâu sau sinh nhật lần thứ 64 (ngày 31 tháng 12 năm 2020).
Các phương tiện thông tin đại chúng ra thông cáo vào ngày 18 tháng 2 năm 2021 sẽ tổ chức tang lễ cho ông theo nghi thức thông thường trong 1 ngày (20 tháng 2 năm 2021). Lễ viếng từ 7h30-9h tại Nhà tang lễ Quốc gia, Hà Nội (là nơi mà ông được đặt linh cữu). Lễ truy điệu được tổ chức vào lúc 9h cùng ngày, sau đó thể theo di nguyện của ông và ý nguyện của gia đình, ông đã được an táng tại quê nhà, xã Đông Tảo, Khoái Châu, Hưng Yên.
Nơi ông an táng đã được xây dựng thành 1 quần thể kiến trúc để phục vụ người dân tới viếng.

## Đời tư
Vợ Hoàng Dũng vốn là giáo viên mầm non, sau thì chuyển sang mở tiệm quần áo nhỏ để lo kinh tế gia đình, giúp chồng yên tâm theo đuổi nghệ thuật. Hoàng Dũng và người vợ hiện tại của ông có hai người con trai. Hoàng Duy (sinh năm 1984) – con trai đầu của ông, đã bộc lộ năng khiếu diễn xuất khi 10 tuổi, ghi dấu ấn qua các phim Bà và cháu, Món quà năm mới, Vị khách đêm giao thừa, ... Về sau, anh đã quyết định lựa chọn làm doanh nhân. Con trai thứ hai tên là Hoàng Triều Dương (sinh năm 1995), đang làm việc tại Trường Đại học Sân khấu - Điện ảnh Hà Nội, đóng vai Thiếu uý Bùi Trung Dũng trong phim truyền hình Phố trong làng (2021) và vai Trần Phạm Hoàng trong phim truyền hình Cuộc chiến không giới tuyến (2023).

## Tác phẩm

### Điện ảnh
| Năm  | Phim                                          | Vai diễn    | Ghi chú                                                   |
| ---- | --------------------------------------------- | ----------- | --------------------------------------------------------- |
| 1988 | Tướng về hưu                                  | Khổng       |                                                           |
| 1989 | Trạng Quỳnh                                   | Trạng Quỳnh |                                                           |
| 2004 | Tiếng cồng định mệnh                          | Tướng Tuấn  | Giải Cánh diều vàng cho Nam diễn viên chính xuất sắc nhất |
| 2005 | 9X                                            | Bố Hưng     |                                                           |
| 2021 | Gái già lắm chiêu V: Những cuộc đời vương giả | Vĩnh Nghị   | Di cảo                                                    |
| 2024 | Biệt đội hot girl                             |             |                                                           |

### Truyền hình
| Năm  | Phim                                 | Vai diễn                   | Đạo diễn                                             | Kênh       | Ghi chú |
| ---- | ------------------------------------ | -------------------------- | ---------------------------------------------------- | ---------- | --- |
| 1983 | Kẻ giết người                        |                            |                                                      |            | |
| 1986 | Bản anh hùng ca số 5                 |                            | Nguyễn Khải Hưng                                     | VTV1       | |
| 1995 | Những người sống bên tôi             | David Phương               | Đặng Tất Bình                                        | VTV1       | |
| 1995 | Hoa trong bão                        | Khang                      | Bạch Diệp                                            | VTV1       | |
| 1995 | Cổ tích Việt Nam: Xét xử tài tình    | Quan Đăng                  |                                                      |            | |
| 1996 | Mùa đông không lạnh giá              | Chi                        | Nguyễn Hữu Phần                                      | H1         | |
| 1996 | Những người sống bên tôi 2           | David Phương               | Đặng Tất Bình                                        | VTV3       | |
| 1997 | Ốc đảo vua                           |                            | Nguyễn Quang Vinh                                    | VTV1       | |
| 1997 | Đứng giữa đời                        | Trầm                       | Triệu Tuấn                                           | VTV1       | |
| 1997 | Nụ tầm xuân                          | Cự                         | Bạch Diệp                                            | VTV3       | |
| 1997 | Màn kịch vụng về                     | Ớt                         | Quý Dũng                                             | H1         | |
| 1998 | Của để dành                          | Giám đốc                   | Đỗ Thanh Hải                                         | VTV3       | |
| 1998 | Đường ra thành phố                   | Tổng giám đốc              | Trần Mạnh Cường                                      | H1         | |
| 1998 | Ẩn số cuộc đời                       |                            | Vũ Trường Khoa                                       | VTV3       | |
| 1998 | Tình đời                             |                            | Đỗ Thanh Hải                                         | H1         | |
| 1999 | Đường tới thiên đàng                 | Tuấn                       | Bạch Diệp                                            | VTV3       | |
| 2000 | Quà năm mới                          | Bố Hiếu                    | Nguyễn Danh Dũng                                     | VTV3       | |
| 2001 | Nhớ quê                              | Sơn                        | Cao Mạnh                                             | H1         | |
| 2001 | Nước mắt thơ ngây                    |                            | Xuân Cường                                           | VTV3       | |
| 2001 | Hồi sinh                             | Bác sĩ Đông                | Bùi Huy Thuần                                        | VTV1       | |
| 2001 | Thời gian còn lại                    |                            | Vũ Trường Khoa                                       | VTV3       | |
| 2001 | Cái các của ông tổng giám đốc        | Phó giám đốc Hiếng         | Đỗ Minh Tuấn - Hoàng Tấn Phát                        | VTV3       | |
| 2001 | Phía trước là bầu trời               | Ông Quang                  | Đỗ Thanh Hải                                         | VTV3       | |
| 2002 | Khúc dạo đầu                         | Bảo "Công tước"            | Nguyễn Quang                                         | VTV3       | |
| 2002 | Cảnh sát hình sự: Cảnh sát đặc nhiệm | Xuân Khang                 | Nguyễn Danh Dũng - Trần Hoài Sơn                     | VTV3       | |
| 2002 | Vụ án chiếc lư đồng                  |                            | Linh Đan - Nam Phương                                | VTV3       | |
| 2002 | Không gian đa chiều                  | Cường                      | Bùi Huy Thuần                                        | VTV3       | |
| 2004 | Lời thề cỏ non                       |                            | Hoàng Lâm                                            | VTV1       | |
| 2005 | Chuyện phố phường                    | Bình                       | Phạm Thanh Phong - Nguyễn Danh Dũng                  | VTV1       | |
| 2005 | Vượt qua thử thách                   |                            | Phi Tiến Sơn - Nguyễn Hữu Luyện - Trịnh Lê Phong     | VTV3       | |
| 2007 | Những kẻ háo ngọt                    |                            | Vũ Hồng Sơn                                          | VTV1       | |
| 2007 | Những người bạn                      |                            | Nguyễn Hữu Phần                                      | VTV3       | |
| 2008 | Con đường hạnh phúc                  | Ông Quang                  | Bùi Huy Thuần                                        | Let's Viet | |
| 2009 | Đi qua bóng tối                      | Ông Nô                     | Vũ Minh Trí                                          | VTV1       | |
| 2009 | Bước nhảy xì tin                     | Ông Minh Hùng              | Vũ Trường Khoa                                       | VTV3       | |
| 2010 | Cuồng phong                          | Thái                       | Bùi Huy Thuần                                        | VTV1       | |
| 2012 | Đàn trời                             | chủ tịch tỉnh Đinh Xuân Ẩn | Bùi Huy Thuần                                        | VTV1       | |
| 2013 | Thái sư Trần Thủ Độ                  | Lý Cao Tông                | Đào Duy Phúc                                         | VTV1       | |
| 2014 | Tuổi thanh xuân                      | Bố của Mai                 | Nguyễn Khải Anh - Bùi Tiến Huy                       | VTV3       | |
| 2017 | Người phán xử                        | Phan Quân                  | Nguyễn Mai Hiền - Nguyễn Khải Anh - Nguyễn Danh Dũng | VTV3       | |
| 2019 | Về nhà đi con                        | Ông Luật                   | Nguyễn Danh Dũng                                     | VTV1       | |
| 2019 | Sinh tử                              | Chủ tịch tỉnh Trần Nghĩa   | Nguyễn Khải Hưng - Nguyễn Mai Hiền                   | VTV1       | |
| 2020 | Những ngày không quên                | Ông Luật                   | Nguyễn Danh Dũng - Trịnh Lê Phong                    | VTV1       | |
| 2020 | Trở về giữa yêu thương (phần 1)      | Ông Phương                 | Trịnh Lê Phong                                       | VTV1       | Vai diễn cuối cùng trước khi mất, thay thế bởi NSND Trung Anh                                                                  |
| 2020 | Hồ sơ cá sấu                         | Thứ trưởng Hồng Phương     | Nguyễn Mai Hiền                                      | VTV3       | Xuất hiện trong một số tập nhưng vì một số lý do, sang những tập sau, ông quyết định nhường lại vai diễn này cho NSƯT Trần Đức |

### Kịch
- Lũy hoa
- Tôi và chúng ta (vai Chính)
- Cát bụi (vai Cả Khoa)
- Bình minh đó trái tim anh (vai Bác sĩ)
- Thầy khóa làng tôi (vai Thầy khóa)
- Hà Nội đêm trở gió (vai Lãm)
- Ăn mày dĩ vãng (vai Hai Hùng)
- Tiếng đàn vùng Mê Thảo (vai Bá Nhỡ)
- Tình khúc ngàn năm
- Bản danh sách điệp viên
- Trái tim trong trắng (đạo diễn)

### Trình diễn thơ
- Hộ chiếu tâm hồn (vai Thạch Lam, 2014)
- Gặp Thạch Lam ở Cẩm Giàng (vai Thạch Lam, 2014)

### MV
- Hết thương cạn nhớ (Hợp tác cùng ca sĩ Đức Phúc, diễn viên Kiều Minh Tuấn và Hoa hậu Việt Nam 2016 Đỗ Mỹ Linh)
- Đôi Bờ

## Giải thưởng
| Năm  | Lễ trao giải   | Hạng mục                             | Đề cử                                 | Kết quả   | Chú thích |
| ---- | -------------- | ------------------------------------ | ------------------------------------- | --------- | --------- |
| 2004 | Giải Cánh diều | Nam diễn viên xuất sắc nhất          | Tướng Tuấn trong Tiếng cồng định mệnh | Đoạt giải | [ 8 ]     |
| 2017 | Giải Mai Vàng  | Nam diễn viên điện ảnh – truyền hình | Phan Quân trong Người phán xử         | Đề cử     | [ 13 ]    |
| 2017 | Ấn tượng VTV   | Nam diễn viên ấn tượng               | Phan Quân trong Người phán xử         | Đoạt giải | [ 14 ]    |